# Carl Gustav Mortimer von Kræmer
Carl Gustav Mortimer von Kræmer, född 16 juni 1817 i Lammi, död 10 april 1898 i Tammerfors, var en finländsk överste, guvernör och politiker.
von Kræmer föddes som son till Carl Johan von Kraemer (1782–1834) och Ulrika Charlotta von Platen (1794–1864) dotter till Gustaf Bogislav von Platen. Han var gift med Anna Toropov (1830–1882). von Kræmer var chefredaktör för Officiella tidningen åren 1866–1869. Senare kom han att tillträda landshövdingeposten i Kuopio län.  
von Kræmer var riksdagsledamot för ridderskapet och adeln i Finland under den ryska tiden, åren 1863–1864, 1867, 1872, 1877–1878, 1882, 1885, 1888, 1891 och 1894.